# Teleskop Hale’a (Mount Palomar)

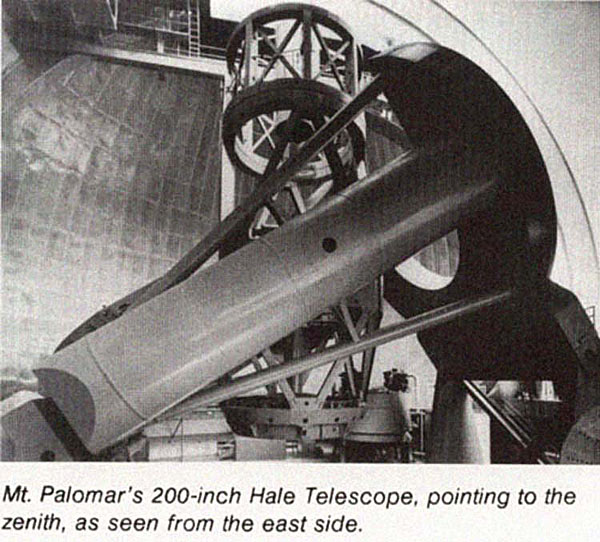
Teleskop Hale’a w obserwatorium na Mount Palomar

Teleskop Hale’a – największy teleskop obserwatorium Palomar, o średnicy zwierciadła wynoszącej 508 centymetrów (200 cali). Jego nazwa pochodzi od nazwiska George’a  Ellery’ego Hale’a, projektanta osobiście nadzorującego budowę urządzenia w pierwszym okresie.
Budowa teleskopu, finansowana przez Fundację Rockefellera, rozpoczęła się w 1936 i zakończyła dopiero w 1948 (z powodu II wojny światowej).
Był największym tego typu teleskopem na świecie aż do momentu oddania do użytku BTA-6 na Kaukazie w roku 1975. Mimo większych rozmiarów BTA-6 nie zdołał uzyskać większej zdolności rozdzielczej (0,025 sekundy łuku). Teleskop Hale’a można zatem uznać za najlepszy teleskop optyczny do czasu wybudowania Keck 1 w 1993.
Zasięg teleskopu Hale’a ocenia się na około 23 mag, pozwala on zatem na obserwację obiektów 6 lub 7 milionów razy słabszych od najsłabszych dostrzegalnych gołym okiem. Jego światłosiła wynosi f/3,3.

## Historia
Hale nadzorował budowę teleskopów na Mount Wilson: 60-calowego (1,5 m) w 1908 i 100-calowego (2,5 m) w 1917. Koncepcja ich budowy okazała się udana; były głównymi narzędziami badawczymi astronomii w latach dwudziestych. Odkrywany ogrom wszechświata przekonywał Hale’a do potrzeby tworzenia jeszcze większych konstrukcji.
W roku 1928 Hale uzyskał sumę 6 milionów USD z konta Fundacji Rockefellera na budowę 200-calowego teleskopu, który zarządzany miał być przez Kalifornijski Instytut Techniczny (Caltech). Na początku lat 30. na miejsce budowy wyznaczył obszar na Mount Palomar, znajdujący się na wysokości 1700 m n.p.m. Wytworzenie 200-calowego zwierciadła zlecono firmie Corning Incorporated.
Teleskop Hale’a po raz pierwszy użyty został 26 stycznia 1949 pod kierownictwem Edwina Hubble’a, przy obserwacji mgławicy NGC 2261, znanej też jako Zmienna Mgławica Hubble’a. Zrobione wówczas zdjęcia publikowane były w czasopismach popularnonaukowych, a także w czasopiśmie „Collier’s” 7 maja 1949. Urządzenie to jest wciąż używane podczas każdej bezchmurnej nocy zarówno przez Caltech, jak i Uniwersytet Cornella, Uniwersytet Kalifornijski oraz Jet Propulsion Laboratory. Obserwatorium zaopatrzone jest w nowoczesny sprzęt optyczny, spektroskopowy oraz komputerowy.

## Zwierciadło główne
Zwierciadło główne odlane zostało z pyrexu w Corning Incorporated w stanie Nowy Jork. Podczas odlewania szkła forma odlewnicza uległa uszkodzeniu i pracę trzeba było przerwać. Uszkodzone zwierciadło przeznaczone zostało na doświadczenia związane z wyważaniem, a tymczasem rozpoczęto pracę nad kolejnym zwierciadłem, które po kilkumiesięcznym procesie chłodzenia osiągnęło masę wyjściową 20 ton. Przewieziono je następnie koleją do Pasadeny (podróż trwała 16 dni), gdzie zostało oszlifowane.
Do dzisiaj pozostaje drugim co do wielkości szklanym zwierciadłem odlanym w całości. Jego masa ostatecznie (po oszlifowaniu) wyniosła 14,5 tony, a jego stworzenie uważa się za jedno z najważniejszych osiągnięć technologicznych XX wieku. Teleskop Hale’a osiągnął niemal górną granicę możliwości tego typu konstrukcji. Zwierciadła większych rozmiarów są mniej efektywne (np. BTA-6) i pod wpływem własnego ciężaru ulegają odkształceniom, które dla zachowania odpowiedniej jakości obrazu nie powinny być większe niż 25 nanometrów. Co 18–24 miesięcy jego powierzchnię poddaje się aluminizacji.